# Крысько, Вадим Борисович
Вадим Борисович Крысько (род. 2 марта 1961, Дрезден) — российский лингвист, доктор филологических наук, специалист в области истории русского языка и палеославистики.

## Биография
Родился в Дрездене (Германия) в семье военнослужащего. После окончания в 1978 г. средней школы в г. Рига поступил на филологический факультет Латвийского университета. Окончил университет с отличием в 1983 году, учился в аспирантуре с 1983 по 1986 год. Тема кандидатской диссертации: «Глаголы со значением ‘transgredi’ в истории русского языка» (1986). В период 1983—1991 гг. преподавал на кафедре русского языка Латвийского ГУ, в 1991 г. получил учёное звание доцента, в 1995 г. — профессора. В 1991—1994 годах — докторант Института русского языка РАН. Тема докторской диссертации: «Переходность, объект, одушевленность в истории русского языка» (1994).
C 2003 года — заведующий Отделом исторической лексикографии и исторической грамматики русского языка, с 2012 года — заведующий Отделом древнерусского языка. С 2003 года — главный редактор Словаря древнерусского языка (XI—XIV вв.), в 2003—2011 годах — Словаря русского языка XI—XVII вв.; редактор академической серии монографий «Историческая грамматика древнерусского языка» (т. I—IV, М., 2000—2006). Член редколлегии международного журнала «Russian Linguistics» (2002—2009); член Комиссии по церковнославянским словарям при Международном комитете славистов; почётный доктор Уппсальского университета (с 2008). Лауреат Фонда содействия отечественной науке (2006—2007). С 2017 года — член Национального комитета славистов РФ. Лауреат премии им. А. А. Шахматова РАН (2018).
В 1994—1998 гг. преподавал в Государственной академии славянской культуры, в Российском государственном гуманитарном университете. Выступал с докладами и курсами лекций в университетах и научных центрах Венгрии, Швеции, Норвегии, Дании, Финляндии, Германии, Австрии, Болгарии, Италии, Швейцарии. В 1995—1996, 1997, 1998, 2001, 2006, 2017 гг. вёл научную работу в Упсальском университете (Швеция), в 2001—2002, 2006, 2007, 2013 гг., в качестве стипендиата Фонда им. А. фон Гумбольдта, — в Гёттингенском университете, а в 2015 и 2017 гг. — в Гисенском университете (Германия), в 2007 г. — в Хельсинкском университете (Финляндия).
Участник XI—XV съездов славистов, многих международных конференций в России и за рубежом (Болгария, Великобритания, Венгрия, Германия, Латвия, Норвегия, Польша, Финляндия, Франция, Чехия, Швейцария, Швеция).

## Основные работы
Книги
- Развитие категории одушевленности в истории русского языка. М., 1994. 224 с.
- Исторический синтаксис русского языка: Объект и переходность. М., 1997. 424 с.
- Исторический синтаксис русского языка: Объект и переходность. 2-е изд., испр. и доп. М., 2006. 486 с.
- Историческая грамматика древнерусского языка / Под ред. В. Б. Крысько. Т. I: Множественное число именного склонения / С. И. Иорданиди, В. Б. Крысько. М., 2000. 310 с.
- Историческая грамматика древнерусского языка / Под ред. В. Б. Крысько. Т. II: Двойственное число / О. Ф. Жолобов, В. Б. Крысько. М., 2001. 236 с.
- Ильина книга. Рукопись РГАДА, Тип. 131: Лингвистическое издание, подготовка греческого текста, комментарии, словоуказатели. М.: Индрик, 2005. 904 с.
- Историческая грамматика древнерусского языка / Под ред. В. Б. Крысько. Т. III: Прилагательные / А. М. Кузнецов, С. И. Иорданиди, В. Б. Крысько. М., 2006. 496 с.
- Очерки по истории русского языка. М.: Гнозис, 2007. 424 с.
- Славяно-русский Пролог по древнейшим спискам. Синаксарь (житийная часть Пролога краткой редакции) за сентябрь-февраль. Т. I: Текст и комментарии / Изд. подгот. Л. В. Прокопенко, В. Желязкова, В. Б. Крысько, О. П. Шевчук, И. М. Ладыженский; под ред. В. Б. Крысько. М.: Азбуковник, 2010 [вышел в 2011]. LXXX, 824 с.
- Славяно-русский Пролог по древнейшим спискам. Синаксарь (житийная часть Пролога краткой редакции) за сентябрь-февраль. Т. II: Указатели. Исследования / Изд. подгот. В. Б. Крысько, Л. В. Прокопенко, В. Желязкова, И. М. Ладыженский, А. М. Пентковский. — М.: Издательский центр «Азбуковник», 2011. — 856 с.
- Словарь древнерусского языка (XI—XIV вв.). — М.: Азбуковник, 2013. Т. 10. С. 12-43, 76-133, 428—430, 434—439, 451—464, 471—546, 574—586, 632—646 (в соавторстве).
- Старославянский канон Кириллу Философу: Источники и реконструкция. — М.: Азбуковник, 2014. — 720 с.
- Ильина книга (XI в.): Исследования. Указатели / Подг. В. Б. Крысько, И. М. Ладыженский, Т. И. Межиковская; под ред. В. Б. Крысько М.: ООО «Издательский центр „Азбуковник“», 2015. — 288 с.
- Словарь древнерусского языка (XI—XIV вв.). Т. XI. М.: Азбуковник, 2016. С. 5-12, 96-259, 330—423, 472—482, 553, 697—742 (в соавторстве).
- Вести-Куранты. 1671—1672 гг. / Подготовка текстов, исследования, комментарии, указатели И. Майер, С. М. Шамина, А. В. Кузнецовой, И. А. Корнилаевой и В. Б. Крысько при участии Е. В. Амановой. М.: Азбуковник, 2017. 806 с.
- Крысько В. Б., Хок В. Мучение Ирины. Византийское житие в старославянском переводе: Издание. Исследование. Указатели. М.; СПб.: Нестор-История, 2021.
- Крысько В. Б., Мольков Г. А. Восточнославянские рукописи XI — начала XIII в.: Лингвистические очерки. — М.: ИЦ «Азбуковник», 2020. — 464 с. ISBN 9785911721992.
- Пузина М. А., Крысько В. Б. Славянский Минейный стихирарь (по рукописям XII—XIII вв.). Т. 1. Тексты и комментарии. М.: Азбуковник, 2022.

Основные научные статьи
- Транзитивность возвратных глаголов в русском языке XI—XVIII вв. // Вестник Ленингр. ун-та. 1984. № 2. С. 79-84.
- Глаголы со значением ‘transvehi’ в истории русского языка // Семантика слова в диахронии. Калининград, 1987. С. 42-48.
- Глаголы со значением ‘transgredi’ в русском языке XVIII—XX вв. // Развитие частей речи в истории русского языка. Рига, 1988. С. 90-94.
- Транзитивные возвратные глаголы в истории русского языка // Исследования по исторической грамматике и лексикологии. М., 1990. С. 166—177.
- Коррелятивные возвратные глаголы в древнерусском языке // Имя и глагол в исторической перспективе. Рига, 1991. С. 115—126.
- Становление категории глагольной переходности в древнерусском языке // Древнерусский язык домонгольской поры. Л., 1991. С. 84-106.
- Становление залоговых оппозиций в древнерусском языке XII—XIII вв. // Slavica Stetinensia. 1992. T. 1. С. 107—116.
- Неличная одушевленность в древнерусском языке // Вопр. языкознания. 1992. № 4. С. 29-44.
- Категория одушевленности в древненовгородском диалекте [I] // Славяноведение. 1993. № 3. С. 69-79.
- Общеславянские и древненовгородские формы Nom. sg. masc. *о-склонения // Russian Linguistics. 1993. Vol. 17. С. 119—156.
- Новые материалы к истории древненовгородского номинатива на -е // Вопр. языкознания. 1993. № 6. С. 78-88.
- Категория одушевленности в древненовгородском диалекте [II] // Славяноведение. 1994. № 1. С. 31-40.
- Историческая грамматика древнерусского языка: проблемы и перспективы // Русистика сегодня. 1994. № 1. С. 23-37.
- Заметки о древненовгородском диалекте (I. Палатализации) // Вопр. языкознания. 1994. № 5. С. 28-45.
- Заметки о древненовгородском диалекте (II. Varia) // Вопр. языкознания. 1994. № 6. С. 16-30.
- Формирование внеродовой именной парадигмы множественного числа в истории русского и польского языков // Kontakty językowe polsko-wschodniosłowiańskie. Rzeszów, 1995. С. 85-102 (в соавт. с С. И. Иорданиди).
- Древнерусские инновации во множественном числе именного склонения. I // Вопр. языкознания. 1995. № 4. С. 64-77 (в соавт. с С. И. Иорданиди).
- Древнерусские инновации во множественном числе именного склонения. II // Вопр. языкознания. 1995. № 5. С. 88-104 (в соавт. с С. И. Иорданиди).
- Древний новгородско-псковский диалект на общеславянском фоне // Вопр. языкознания. 1998. № 3. С. 74-93.
- Отѣника и материци // Славяноведение. 2002. № 1. С. 42-47.
- Die Reste des elliptischen Duals im Altrussischen // Historische Sprachforschung. 2002. Bd. 115, H. 1. S. 128—137.
- К истории мультипликативных наречий на -жды // Zeitschrift für Slavische Philologie. 2002. Bd. 61, H. 2. С. 365—398.
- Русско-церковнославянские рукописи XI—XIV вв. как источник по истории старославянского и древнерусского языков: новые данные // Славянское языкознание. XIII Международный съезд славистов: Докл. росс. делегации. М., 2003. С. 339—355.
- Nuove fonti greche di testi innografici slavi nei manoscritti di Grotaferrata // Bollettino della Badia greca di Grotaferrata. Terza Serie. 2005. No. 2. P. 43-56.
- Бяше веремя не строино, но бѣдно: запись писца в Луцкой псалтыри 1384 г. // Славистика: синхрония и диахрония. Сб. науч. ст. к 70-летию И. С. Улуханова. М., 2006. С. 429—438.
- Русская историческая лексикография (XI—XVII вв.): проблемы и перспективы // Вопр. языкознания. 2007. № 1. С. 103—118.
- К истории откомпаративных наречий (водле, вдоль, возле, подале и подле) // Язык в движении: К 70-летию Л. П. Крысина. М., 2007. С. 357—365.
- Древнерусский язык // Большая российская энциклопедия. Т. 9. М., 2007. С. 339—340.
- Осмысление бессмысленного: к интерпретации переводных гимнографических текстов // Darъ slovesьny: Festschrift für Christoph Koch zum 65. Geburtstag. München, 2007. С. 177—190. (Specimina philologiae slavicae; Bd. 146).
- Словесьными призывая пищальми: К реконструкции древнейшего канона первоучителю Кириллу // Schnittpunkt Slavistik. Ost und West im wissenschaftlichen Dialog. Festgabe für Helmut Keipert zum 70.Geburtstag. T. 3: Vom Wort zum Text. Göttingen, 2012. С. 285—306.
- Древнеславянский канон в честь Кирилла Философа: итоги исследования // Изв. РАН. Сер. лит. и яз. 2013. № 3. С. 10-46.
- Об издании Скитского патерика // Вопр. языкознания. 2014. № 5. С. 122—148.
- Frühe volkssprachliche Entwicklung: Das Altostslavische // Die slavischen Sprachen = The Slavic Languages: Ein internationales Handbuch zu ihrer Struktur, ihrer Geschichte und ihrer Erforschung = An International Handbook of their Structure, their History and their Investigation. Bd. 2. Berlin: De Gruyter Mouton, 2014. S. 1345—1351.
- Entstehung der Kategorie der Belebtheit/Personalität // Die slavischen Sprachen = The Slavic Languages: Ein internationales Handbuch zu ihrer Struktur, ihrer Geschichte und ihrer Erforschung = An International Handbook of their Structure, their History and their Investigation. Bd. 2. Berlin: De Gruyter Mouton, 2014. S. 1596—1605.
- Живой призрак (о слове чрьствити) // Slavia. 2017. Roč. 86, seš. 1. С. 61-65.
- К новому изданию Успенского сборника // Die Welt der Slaven. 2017. Jg. 62, H. 2. С. 215—246.
- Мучение Ирины — переводное житие древнейшего периода славянской письменности // Die Welt der Slaven. 2018. Jg. 63, H. 2. С. 243—270.
- Экстратексты древнерусских рукописей: пролегомены к изданию // The oldest linguistic attestations and texts in the Slavic languages. Wien, 2018. С. 191—211.
- Рисунки Типографского устава и подписи к ним в свете новых данных из собрания И. И. Срезневского // Изв. РАН. Сер. лит. и яз. 2018. № 4. С. 25-41 (в соавт. с О. С. Сапожниковой).
- Тезаурус древнерусской лексики: к изданию XI тома Словаря древнерусского языка (XI—XIV вв.) // Историческая память и российская идентичность. М., 2018. С. 431—441.
- Ла́врошевское евангелие и его экстратексты // Die Welt der Slaven. 2019. Jg. 64, H. 1. С. 148—189.